# ŽMNK MC Plus Sveta Nedelja
Malonogometni klub „MC Plus” (MNK MC Plus; ŽMNK MC Plus, MC Plus Stupnik; MC Plus Sveta Nedelja) je ženski futsal (malonogometni) klub iz Svete Nedelje, Zagrebačka županija, Republika Hrvatska. 
 
U sezoni 2019./20. klub se natjecao u „1. HMNL za žene”. 

## O klubu
ŽMNK „MC Plus” je osnovan 2015. godine, iako je neregistriramo djelovao i ranije. 
U početku je sjedište klubba bilo u Stupniku, gdje je sjedište klupskog sponzora, a potom je prebačeno u Svetu Nedelju, odnosno naselje Kerestinec.  

„MC Plus” je redoviti član „1. HMNL za žene”, te su osvojile prvenstvo u sezonama 2016./17. i 2019./20. 
 
Uz uspješne nastupe u prvenstvu, „MC Plus” uspješno nastupa na različitim ženskim futsal i malonogometnim turnirima poput „Kutije šibica”, „Zagreb Winter Cup” i drugih.
 

„MC Plus” je na nastupima na turnirima često igrao i uz dodatak sponzora u imenu.

## Uspjesi
1. HMNL za žene
- prvakinje: 2016./17., 2019./20.
- doprvakinje: 2018./19.
- trećeplasirani: 2015./16., 2017./18.

Zagreb Winter Cup
- pobjednice: 2017.,2019., 2020.

Kutija šibica
- pobjednik: 2018.
- finalist: 2017.

## Plasmani po sezonama
| sezona                  | rang              | liga              | poz.              | klubova u ligi    | ut                | pob               | ner               | por               | gol+              | gol-              | bod               | doigravanje       | napomena          | izvori            |
| MC Plus (Stupnik)       | MC Plus (Stupnik) | MC Plus (Stupnik) | MC Plus (Stupnik) | MC Plus (Stupnik) | MC Plus (Stupnik) | MC Plus (Stupnik) | MC Plus (Stupnik) | MC Plus (Stupnik) | MC Plus (Stupnik) | MC Plus (Stupnik) | MC Plus (Stupnik) | MC Plus (Stupnik) | MC Plus (Stupnik) | MC Plus (Stupnik) |
| ----------------------- | ----------------- | ----------------- | ----------------- | ----------------- | ----------------- | ----------------- | ----------------- | ----------------- | ----------------- | ----------------- | ----------------- | ----------------- | ----------------- | ----------------- |
| 2015./16.               | I.                | 1. HMNL za žene   | 3.                | 9 (10)            | 8                 | 5                 | 1                 | 2                 | 37                | 7                 | 16                |                   |                   |                   |
| 2016./17.               | I.                | 1. HMNL za žene   | 1.                | 9 (10)            | 8                 | 7                 | 1                 | 0                 | 50                | 6                 | 22                |                   |                   |                   |
| MC Plus (Sveta Nedelja) |                   |                   |                   |                   |                   |                   |                   |                   |                   |                   |                   |                   |                   |                   |
| 2017./18.               | I.                | 1. HMNL za žene   | 3.                | 10                | 9                 | 7                 | 0                 | 2                 | 61                | 9                 | 21                | trećeplasirani    |                   |                   |
| 2018./19.               | I.                | 1. HMNL za žene   | 1.                | 7                 | 12                | 11                | 1                 | 0                 | 83                | 10                | 34                | finalisti         |                   |                   |
| 2019./20.               | I.                | 1. HMNL za žene   | 1.                | 9                 | 16                | 14                | 1                 | 1                 | 141               | 8                 | 43                |                   |                   |                   |
|                         |                   |                   |                   |                   |                   |                   |                   |                   |                   |                   |                   |                   |                   |                   |

## Unutarnje poveznice
- Stupnik
- Kerestinec
- Sveta Nedelja

## Vanjske poveznice
- Ženski malonogometni klub Mc Plus Sveta Nedelja, facebook stranica
- mc-plus.hr
- crofutsal.com, ''Ženski futsal
- crofutsal.com, , MC Plus
- zgwintercup.com, Zagreb Winter Cup